# Letecká univerzální norma
Letecká univerzální norma (LUN) je označení pro letecké přístroje a instalační materiál vyráběný na území Československa, potažmo České republiky. Přiřazování a správu čísel LUN mělo na starosti řídící oborové normalizační středisko VZLÚ. V současné době, kdy již není státem kladen důraz na centralizovaný systém číslování výrobků leteckého průmyslu, je toto číslování považováno za zastaralé a úřadem VZLÚ již neřízené. Do roku 2020 bylo úradem přiřazeno přes 1000 unikátních typových čísel LUN.
Centralizovaný systém číslování leteckých přístrojů LUN byl zaveden normou ONL 0034 vydanou VZLÚ 25.9.1964. 

## Způsob označování
Označení LUN se skládá z:
1. písmenné značky normy LUN oddělené mezerou
2. čtyřmístného typového čísla
3. dvoučíselného obměnného provedení typu (verze přístroje) odděleného tečkou
4. stupně klimatické odolnosti dle ONL 0080 odděleného pomlčkou

Příklad označení: LUN 6590.04-8 (LUN – značka normy, 6590 – typové číslo, .04 – verze přístroje, -8 – klimatická odolnost)

## Přehled rozdělení typových čísel[3]

### LUN 1XXX – Palubní přístroje
- LUN 10XX - neosazeno
- LUN 11XX - Letové membránové přístroje
- LUN 12XX - Kompasy, setrvačníkové přístroje, zatáčkoměry, automatická zařízení
- LUN 13XX - Přístroje pro kontrolu motoru
- LUN 14XX - Tlakoměry
- LUN 15XX - Vícenásobné soupravy paliva a oleje
- LUN 16XX - Palivoměry, spotřeboměry a polohoznaky
- LUN 17XX - Různé palubní přístroje
- LUN 18XX - Dýchací přístroje
- LUN 19XX - Registrační přístroje

### LUN 2XXX – Elektrické přístroje a instalační materiál
- LUN 20XX - neobsazeno
- LUN 21XX - Zdroje
- LUN 22XX - Spouštěcí a zapalovací zařízení
- LUN 23XX - Elektromotory
- LUN 24XX - Měniče a elektromagnetické ventily
- LUN 25XX - Elektromechanizmy
- LUN 26XX - Relé, stykače, jističe, elektromagnetická návěstidla
- LUN 27XX - Kontrolní a měřící přístroje
- LUN 28XX - Osvětlovací, topná zařízení a žárovky
- LUN 29XX - Zásuvko-zástrčkové spoje

### LUN 3XXX – Elektrické přístroje a instalační materiál + Letecké rádio
- LUN 30XX - neobsazeno
- LUN 31XX - Vypínače a přepínače
- LUN 32XX - Vypínače, přepínače a sestavy
- LUN 33XX - Instalační prvky
- LUN 34XX - RLC prvky, reprodukční prvky a krystaly
- LUN 35XX - Přístroje pro vnější spojení
- LUN 36XX - Přistroje pro radiovou navigaci I
- LUN 37XX - Přístroje pro radiovou navigaci II
- LUN 38XX - Elektronické navigační přístroje
- LUN 39XX - Přístroje dálkového měření a ovládání

### LUN 5XXX – Různé přístroje a zařízení
- LUN 50XX - neobsazeno
- LUN 51XX - Karburátory a čerpadla vstřikovací
- LUN 52XX - Ovládací zařízení chodu motoru
- LUN 53XX - Spouštěče a synchronizátory
- LUN 54XX - neobsazeno
- LUN 55XX - Chlazení
- LUN 56XX - Klimatizace
- LUN 57XX - neobsazeno
- LUN 58XX - neobsazeno
- LUN 59XX - neobsazeno

### LUN 6XXX –Hydraulické, pneumatické a obdobné přístroje I
- LUN 60XX - neobsazeno
- LUN 61XX - Hydraulická čerpadla
- LUN 62XX - Palivová čerpadla
- LUN 63XX - Olejová čerpadla
- LUN 64XX - Kompresory a vývěvy
- LUN 65XX - Regulátory hydrauliky
- LUN 66XX - Regulátory pneumatiky
- LUN 68XX - Servořízení
- LUN 69XX - Akumulátory hydraulické

### LUN 7XXX –Hydraulické, pneumatické a obdobné přístroje II
- LUN 70XX - Pracovní válce hydraulické I
- LUN 71XX - Pracovní válce hydraulické II
- LUN 72XX - Pracovní válce pneumatické
- LUN 73XX - Ručně/mechanicky ovládané přístroje
- LUN 74XX - Elektricky ovládané přístroje
- LUN 75XX - Automaticky ovládané přístroje
- LUN 76XX - Čističe
- LUN 77XX - Příslušenství
- LUN 78XX - Řízení a ovládání vrtule
- LUN 79XX - Řízení a ovládání vrtule + Zvláštní zařízení

## Významní výrobci leteckých přístrojů v Československu/České republice
- Jihostroj Velešín
- MESIT Uherské Hradiště
- Jihlavan
- Mikrotechna
- Technometra
- Letecké přístroje Praha (LPP)
- První brněnská stojírna (PBS)
- VUES Brno
- EM Brno
- Jiskra Tábor
- LOM Praha
- Avia Propeller
- AEV Kroměříž
- SPD Kroměříž